# Duqaq
Duqāq, noto anche come Tuqāq o Dukak (in persiano دقاق‎; in turco Dukak bey; in turkmeno Dukak beg o Dukak Temür Yalïgh; in azero Dukak bəy) (... – fl. IX secolo), fu, come sostenuto dal Maliknamah, il presunto padre di Seljuq, fondatore dell'eponima dinastia dei Selgiuchidi.

## Fonti

### Maliknamah
Il Maliknamah, un'opera redatta durante il regno del pronipote di Tuqaq Alp Arslan, (al potere dal 1063 al 1072), sulla base di testimonianze orali, è forse l'unico testo di una certa rilevanza che documenta la prima storia dei Selgiuchidi e di Tuqaq, in particolare. Le informazioni principali sono state estrapolate sulle basi di racconti forniti da Amir Inanj Beg, un anziano della tribù il quale vantava una vasta conoscenza delle genealogie. Sebbene il Maliknamah non sia sopravvissuto come opera, alcuni estratti relativi alle origini selgiuchidi sopravvivono tramite alcuni scritti, tra cui l'al-Kāmil fit-Tārīkh di Ibn al-Athir (1231), l'Aḵbār al-Dawlat al-Saljūqīya di Ibn Husayni (inizio XIII secolo), il Chronicon Syriacum di Barebreo (metà XIII secolo), e il Rawżat aṣ-ṣafāʾ di Mirkhond.

### Saljuq-nama
Il Saljūq-Nāma, dedicato a Toghrul III e redatto nel 1175, afferma che Seljuq fosse figlio di Luqman, senza fornire alcun ulteriore dettaglio e senza mai citare nemmeno Tuqaq. Le numerose storie ispirate al Saljūq-Nāma ricalcano la medesima genealogia. Alcuni storici sostengono che Luqman sia in realtà un'interpolazione errata di Tuqaq; tuttavia, è possibile che il suo autore Zahir al-Din Nishapuri intendesse alludere a Luqman, il saggio coranico omonimo, piuttosto che a un personaggio storico.

### Accenni minori
Ibn Hassul, che servì come funzionario personale di Tughril (al potere dal 1037 al 1063) e la cui epistola precede il Maliknamah, riferisce qualcosa a proposito delle origini selgiuchidi, ma non menziona Tuqaq. Tuttavia, egli attribuisce il conflitto che avrebbe visto come protagonista Tuqaq nel Maliknama, fornendone il maggior numero di dettagli, a Seljuq. L'al-Majmu` al-Mubarak di Giorgio Elmacino accenna a Tuqaq nel contesto della storia selgiuchide più antica, ma non cita alcuna fonte.

## Affiliazioni etno-politiche

Le regioni storico-geografiche dell'Asia Centrale nel Medioevo

I Selgiuchidi, al pari di Tuqaq, vengono tradizionalmente ritenuti affini alla sottotribù Qiniq dei Turchi Oghuz. Tuttavia, la versione fornita dal Maliknama descrive Tuqaq come un turco cazaro; se questa sia una rappresentazione fedele della realtà storica o un tentativo dei Selgiuchidi di intrecciare di finti legami con il grande impero cazaro rimane oggetto di dibattito. Clifford Edmund Bosworth propende per quest'ultima ipotesi, mentre Andrew C.S. Peacock abbraccia una teoria contraria, ritenendo che l'impero godeva di scarso prestigio nel mondo arabo e quindi ciò non poteva spingere gli autori a inventare un simile collegamento nell'XI secolo.

## Biografia
Mirkhond è colui che più di ogni altro riprende il Maliknamah, identificando nello specifico Tuqaq come il consigliere principale del «re (Yabghu) dei Cazari». Il suo soprannome era Temuryaligh (lett. "arco di ferro"), una probabile allusione alla sua potenza e influenza, ed egli era il padre di Seljuq. Tuqaq seppe guadagnarsi la reputazione della nobiltà locale, composta perlopiù da Turchi, dopo aver contestato la decisione dello yabghu di razziare altre tribù turche innocenti. Benché avesse aggredito lo yabghu con una mazza e lo avesse fatto cadere da cavallo nel corso di un duello, sfuggì alla punizione poiché i nobili non acconsentirono a farlo uccidere. Tuqaq e lo yabghu seppellirono comunque presto le loro divergenze, tanto che i due continuarono a rimanere in buoni rapporti fino alla morte del sovrano, avvenuta anni dopo mentre veniva accompagnato in una campagna militare.
Barebreo dichiara anch'egli che Tuqaq fosse il genitore di Seljuq, ricordandolo semplicemente ricordato come un eccellente guerriero al servizio dei khan cazari. al-Adim attesta che Tuqaq fosse il padre di Seljuq e un nobile dei Turchi cazari. I resoconti di Ibn Husayni e di al-Athir non solo menzionano Tuqaq come genitore di Seljuq, ma descrivono anche il conflitto, pur fornendo dei differenti dettagli essenziali. Secondo il loro racconto, Tuqaq aveva contestato lo yabghu dei «Turchi» accusandolo di aver condotto delle incursioni nelle «terre islamiche». Inoltre, dopo lo scontro, i nobili di corte non giocarono un ruolo significativo e non accorsero in aiuto di Tuqaq. È probabile che sia Husayni sia al-Athir si fossero basati su un'edizione alternativa del Maliknamah, forse diffusasi fra gli stessi Selgiuchidi, e tesa a esaltare la pietas religiosa dei Selgiuchidi ancestrali.

## Rilevanza storica
Dopo la morte di Tuqaq, Seljuq assunse il rango di subashi prima di distaccarsi e condurre i propri seguaci a Jand, in Transoxiana, iniziando le fortune dei Selgiuchidi.